# La Grand-Combe
La Grand-Combe [la ɡʁɑ̃ kɔ̃b] ist eine französische Stadt mit 4837 Einwohnern (Stand 1. Januar 2022) im Département Gard in der Region Okzitanien.

## Geografie
Die Gemeinde La Grand-Combe liegt im Tal des Gardon d’Alès, 14 Kilometer nördlich von Alès.
Die Cevennen-Bahnlinie zwischen Clermont-Ferrand und Nîmes durchquert den Ort.

## Bevölkerungsentwicklung
| Jahr      | 1962   | 1968   | 1975   | 1982 | 1990 | 1999 | 2007 | 2017 |
| Einwohner | 14.440 | 13.240 | 10.452 | 8329 | 7107 | 5800 | 5266 | 5041 |

## Persönlichkeiten
- Léo Larguier (1878–1950), Schriftsteller
- Myriam Abdelhamid (* 1981), Sängerin

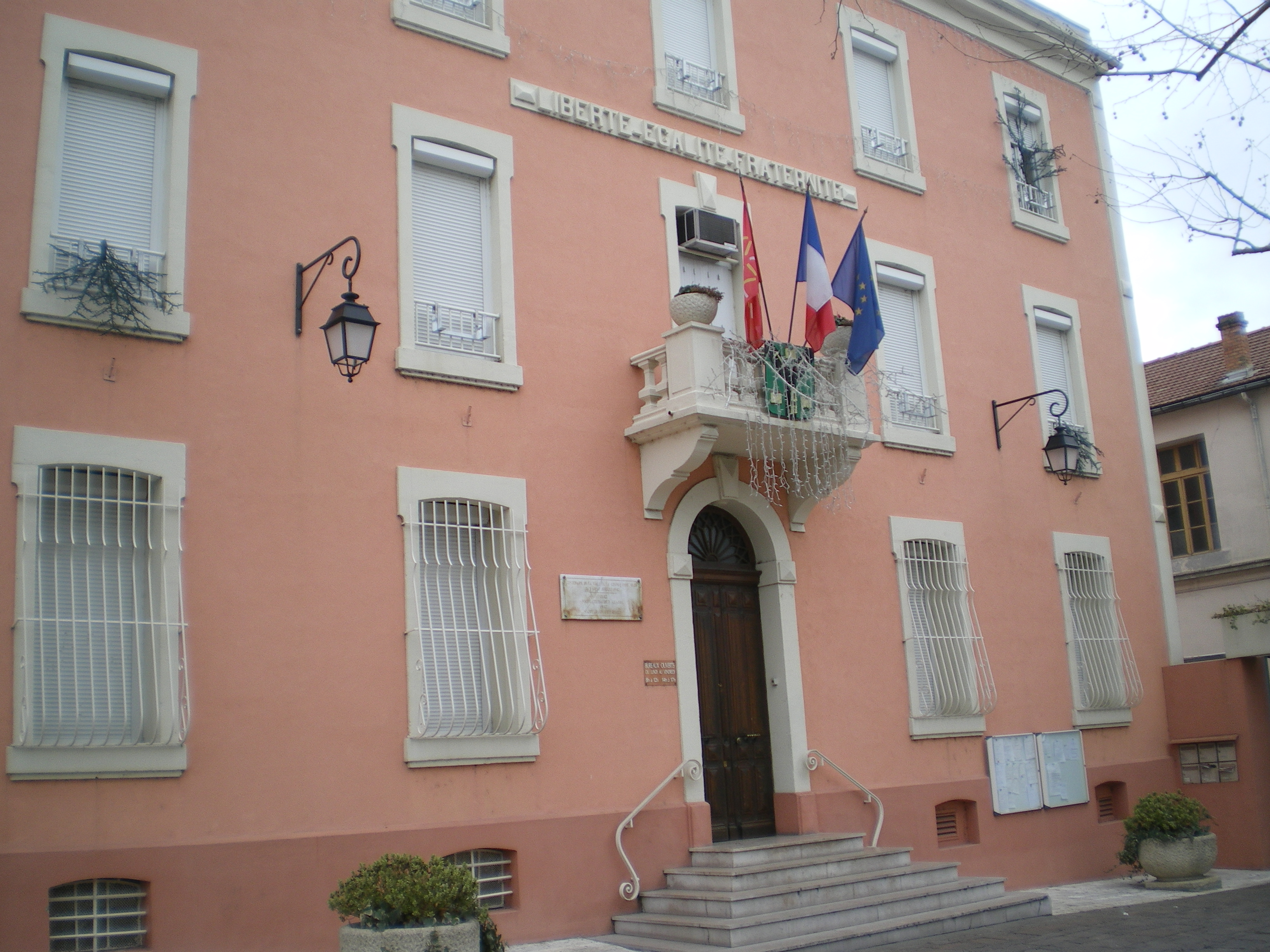
Hôtel de ville (Rathaus)
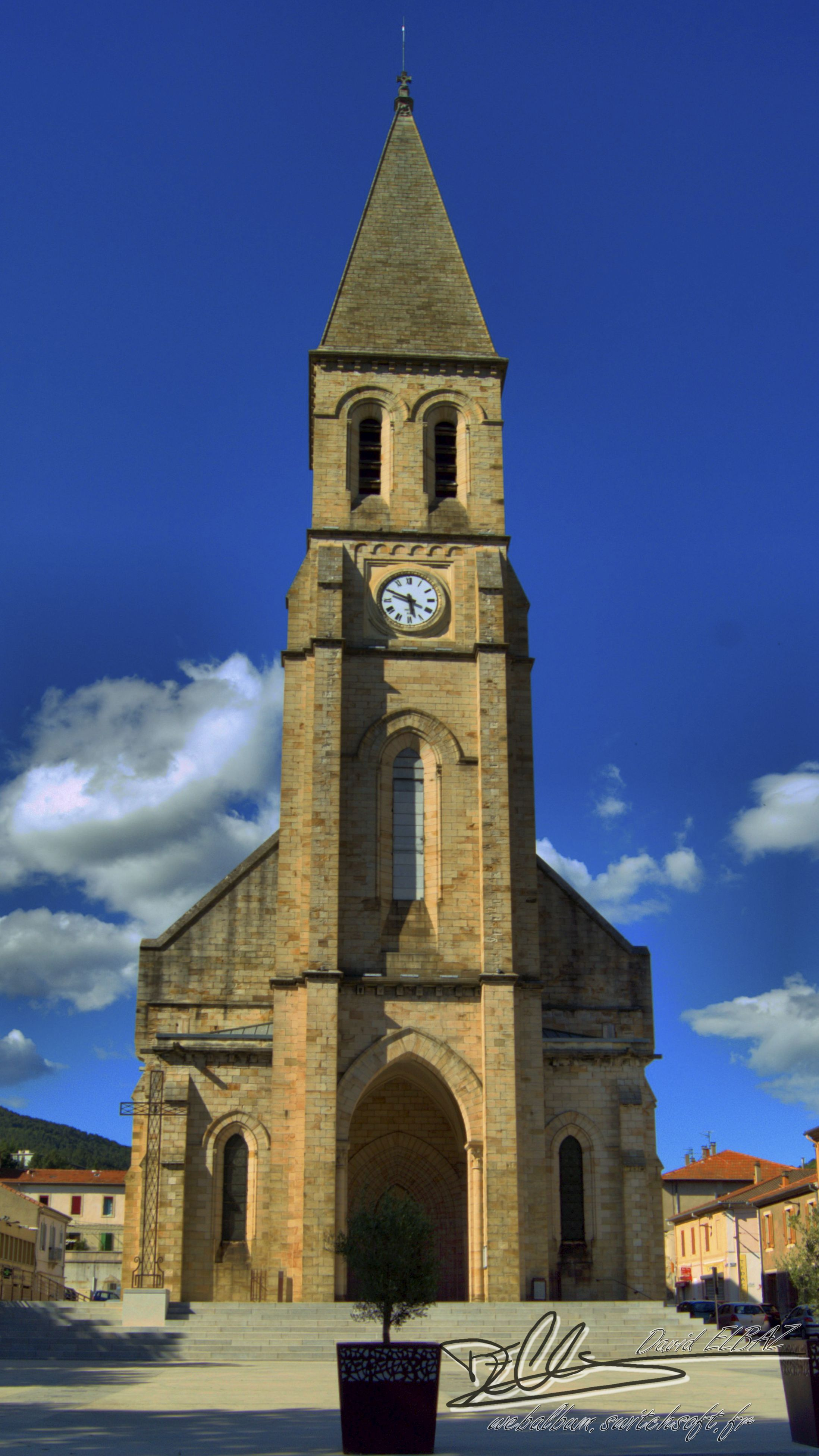
Kirche Notre-Dame de l’Immaculée Conception
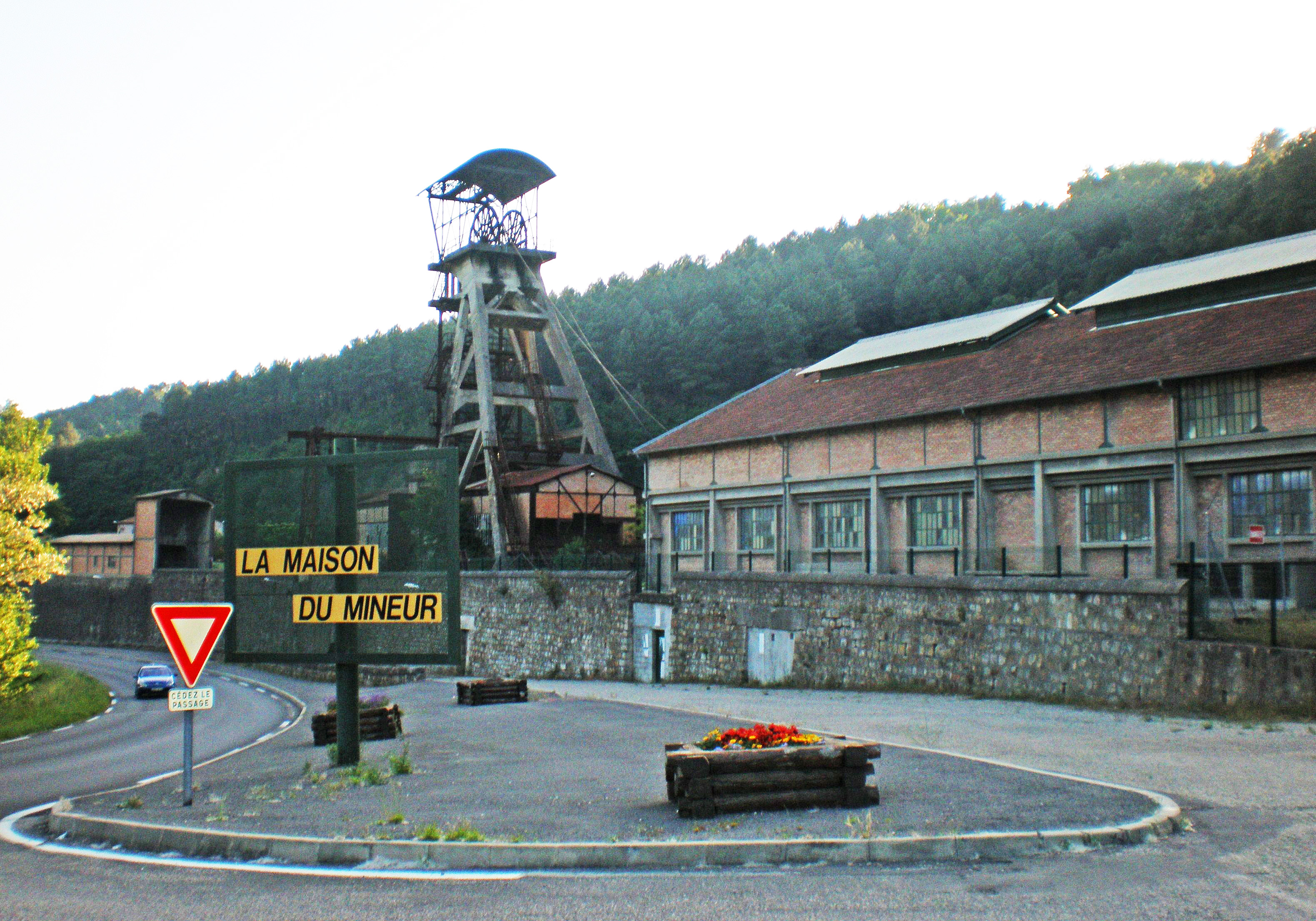
La Maison du Mineur im stillgelegten Bergwerk Ricard